# En Hispanoamérica
 (janvier 2018).
Si vous disposez d'ouvrages ou d'articles de référence ou si vous connaissez des sites web de qualité traitant du thème abordé ici, merci de compléter l'article en donnant les références utiles à sa vérifiabilité et en les liant à la section « Notes et références ».
Albums de Paco de Lucía et Ramón de Algeciras
12 hits para 2 guitarras flamencas
(1969) Fantasía flamenca
(1969)
En Hispanoamérica (de son nom complet Paco de Lucía y Ramón de Algeciras en Hispanoamérica) est un album instrumental de musique du compositeur et guitariste espagnol de flamenco Paco de Lucía accompagné de son frère Ramón de Algeciras à la guitare flamenca, sorti en 1969.
En 1977 est éditée une compilation avec un titre similaire, Hispanoamérica con Paco de Lucía y Ramón de Algeciras, qui reprend 6 des morceaux de l'album original.

## Liste des titres
Toute la musique est composée par Paco de Lucía et Ramón de Algeciras.
| En Hispanoamérica - Album original (1969) | En Hispanoamérica - Album original (1969) | En Hispanoamérica - Album original (1969) | En Hispanoamérica - Album original (1969) | En Hispanoamérica - Album original (1969) | En Hispanoamérica - Album original (1969) | En Hispanoamérica - Album original (1969) | En Hispanoamérica - Album original (1969) | En Hispanoamérica - Album original (1969) | En Hispanoamérica - Album original (1969) |
| No                                        | Titre                                     | Durée                                     |                                           |                                           |                                           |                                           |                                           |                                           |                                           |
| ----------------------------------------- | ----------------------------------------- | ----------------------------------------- | ----------------------------------------- | ----------------------------------------- | ----------------------------------------- | ----------------------------------------- | ----------------------------------------- | ----------------------------------------- | ----------------------------------------- |
|                                           | 'Face A'                                  |                                           |                                           |                                           |                                           |                                           |                                           |                                           |                                           |
| A1.                                       | Amapola                                   | 2:56                                      |                                           |                                           |                                           |                                           |                                           |                                           |                                           |
| A2.                                       | Pajaro chogüí                             | 2:37                                      |                                           |                                           |                                           |                                           |                                           |                                           |                                           |
| A3.                                       | Yo vendo unos ojos negros                 | 2:02                                      |                                           |                                           |                                           |                                           |                                           |                                           |                                           |
| A4.                                       | Guadalajara                               | 2:35                                      |                                           |                                           |                                           |                                           |                                           |                                           |                                           |
| A5.                                       | Limeña                                    | 2:31                                      |                                           |                                           |                                           |                                           |                                           |                                           |                                           |
| A6.                                       | Las mañanitas                             | 2:40                                      |                                           |                                           |                                           |                                           |                                           |                                           |                                           |
|                                           | 'Face B'                                  |                                           |                                           |                                           |                                           |                                           |                                           |                                           |                                           |
| B1.                                       | Alma, corazón y vida                      | 3:05                                      |                                           |                                           |                                           |                                           |                                           |                                           |                                           |
| B2.                                       | Quizás, quizás, quizás                    | 3:14                                      |                                           |                                           |                                           |                                           |                                           |                                           |                                           |
| B3.                                       | Tico tico                                 | 2:17                                      |                                           |                                           |                                           |                                           |                                           |                                           |                                           |
| B4.                                       | Lamento Borincano                         | 2:28                                      |                                           |                                           |                                           |                                           |                                           |                                           |                                           |
| B5.                                       | Y todo a media luz                        | 3:01                                      |                                           |                                           |                                           |                                           |                                           |                                           |                                           |
| B6.                                       | La paloma                                 | 2:17                                      |                                           |                                           |                                           |                                           |                                           |                                           |                                           |
| 31:43                                     |                                           |                                           |                                           |                                           |                                           |                                           |                                           |                                           |                                           |

### Hispanoamérica
Albums de Paco de Lucía et Ramón de Algeciras
Almoraima
(1976) Interpreta a Manuel de Falla
(1978)
| Hispanoamérica - Compilation (Philips, 1977) | Hispanoamérica - Compilation (Philips, 1977) | Hispanoamérica - Compilation (Philips, 1977) | Hispanoamérica - Compilation (Philips, 1977) | Hispanoamérica - Compilation (Philips, 1977) | Hispanoamérica - Compilation (Philips, 1977) | Hispanoamérica - Compilation (Philips, 1977) | Hispanoamérica - Compilation (Philips, 1977) | Hispanoamérica - Compilation (Philips, 1977) | Hispanoamérica - Compilation (Philips, 1977) |
| No                                           | Titre                                        | Durée                                        |                                              |                                              |                                              |                                              |                                              |                                              |                                              |
| -------------------------------------------- | -------------------------------------------- | -------------------------------------------- | -------------------------------------------- | -------------------------------------------- | -------------------------------------------- | -------------------------------------------- | -------------------------------------------- | -------------------------------------------- | -------------------------------------------- |
|                                              | 'Face A'                                     |                                              |                                              |                                              |                                              |                                              |                                              |                                              |                                              |
| A1.                                          | Quizás, quizás, quizás                       | 3:15                                         |                                              |                                              |                                              |                                              |                                              |                                              |                                              |
| A2.                                          | Cielito lindo                                | 2:40                                         |                                              |                                              |                                              |                                              |                                              |                                              |                                              |
| A3.                                          | Yo vendo unos ojos negros                    | 2:03                                         |                                              |                                              |                                              |                                              |                                              |                                              |                                              |
| A4.                                          | Siboney                                      | 2:46                                         |                                              |                                              |                                              |                                              |                                              |                                              |                                              |
| A5.                                          | Guadalajara                                  | 2:37                                         |                                              |                                              |                                              |                                              |                                              |                                              |                                              |
| A6.                                          | La flor de la canela                         | 2:34                                         |                                              |                                              |                                              |                                              |                                              |                                              |                                              |
|                                              | 'Face B'                                     |                                              |                                              |                                              |                                              |                                              |                                              |                                              |                                              |
| B1.                                          | Malagueña salerosa                           | 2:32                                         |                                              |                                              |                                              |                                              |                                              |                                              |                                              |
| B2.                                          | Y todo a media luz                           | 3:02                                         |                                              |                                              |                                              |                                              |                                              |                                              |                                              |
| B3.                                          | Granada                                      | 2:47                                         |                                              |                                              |                                              |                                              |                                              |                                              |                                              |
| B4.                                          | Alma, corazón y vida                         | 3:07                                         |                                              |                                              |                                              |                                              |                                              |                                              |                                              |
| B5.                                          | Tomo y obligo                                | 2:10                                         |                                              |                                              |                                              |                                              |                                              |                                              |                                              |
| B6.                                          | La paloma                                    | 2:16                                         |                                              |                                              |                                              |                                              |                                              |                                              |                                              |
| 31:49                                        |                                              |                                              |                                              |                                              |                                              |                                              |                                              |                                              |                                              |

### Album original (1969)
- (en) « En Hispanoamérica » (album), sur Discogs
- (en) « En Hispanoamérica » (fiche album), sur AllMusic
- En Hispanoamérica  sur MusicBrainz

### Compilation (1977)
- (en) « Hispanoamérica (compilation) » (album), sur Discogs
- (en) « Hispanoamérica (compilation) » (fiche album), sur AllMusic
- Hispanoamérica (compilation)  sur MusicBrainz